# Philippe Panier
Philippe Panier, né le 10 juillet 1936 à Genappe, Belgique, et décédé à Ixelles le 26 juin 2024, est un écrivain, dramaturge, poète et peintre belge.

## Biographie
Philippe Panier, ingénieur commercial de formation (UCL), est également connu sous le nom de plume "Jean Jinski". Il se fait notamment connaître grâce à son roman Tsunami, adapté par le metteur en scène, Patrice Fincoeur, et présenté au Théâtre de l'Esprit frappeur, à Bruxelles, en février-mars 1983. 
Homme multiple, il ouvre en 1992 la librairie Nijinski à Bruxelles.